# Rödstrupig biätare
Rödstrupig biätare (Merops bulocki) är en afrikansk fågel i familjen biätare inom ordningen praktfåglar, förekommande i ett band strax söder om Sahara.

## Utseende
Rödstrupig biätare är en 20-22 centimeter lång fågel med medellång stjärt som saknar förlängda mittersta stjärtfjädrar, en egenskap annars vanlig bland flera andra biätararter. Ovansidan är grön och haka och strupe karakteristiskt röda. Ungefär 1% av individerna har dock istället gul strupe. Nacke, bröst och undersida är beigefärgade medan undre stjärttäckarna och låren lysande blå. Öster om Centralafrikanska republiken (frenatus) har den blå anstrykning i ansiktet, väster därom (nominatformen bulocki) är den grön.

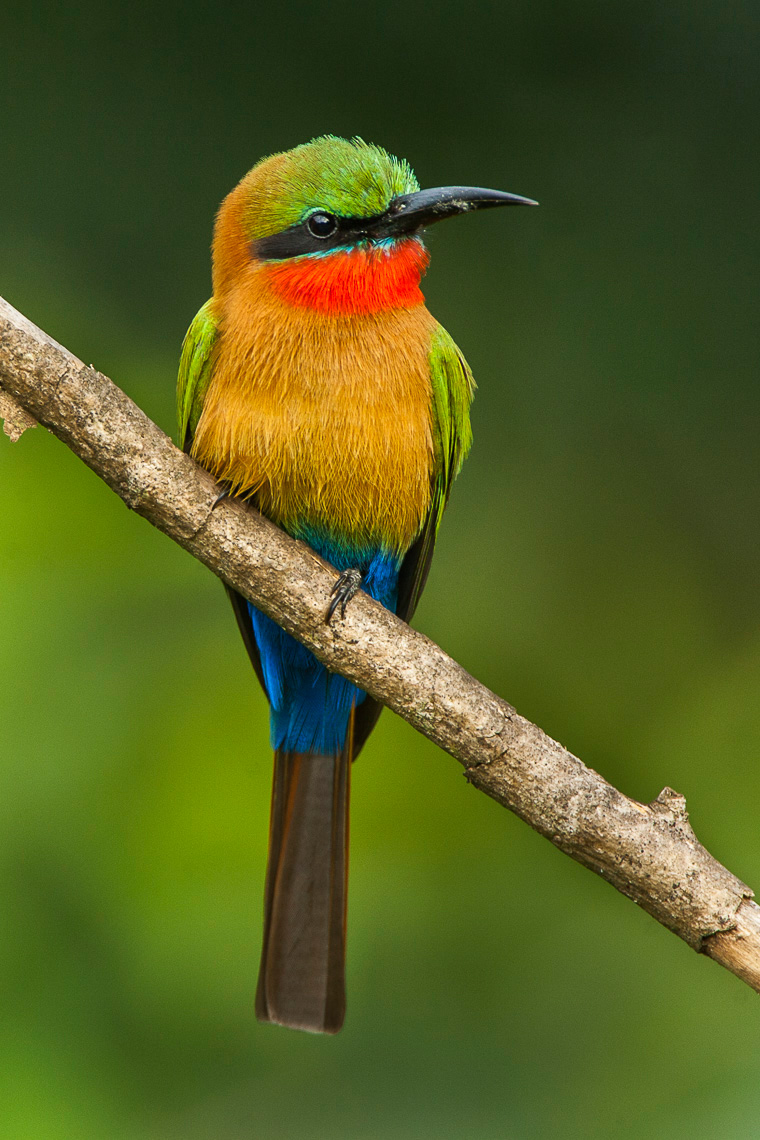

## Utbredning och systematik
Rödstrupig biätare delas in i två underarter med följande utbredning:
- Merops bulocki bulocki – Senegal och Gambia till Chari River i Tchad och till Centralafrikanska republiken
- Merops bulocki frenatus – subsahariska Sudan och i näraliggande områden i Demokratiska republiken Kongo till nordvästra Uganda och västra Etiopien

## Levnadssätt
Rödstrupig biätare hittas i savann med spridda träd, jordbruksområden, våtmarkskanter, buskiga betesmarker och trädgårdar, men ses sällan långt ifrån erosionsbranter och vattendrag i vars sandbankar den häckar. Som många andra biätare häckar den i kolonier, med upp till 50 bon. Boet placeras längst in i en tunnel som den gräver innan marken torkar efter regnsäsongen. Fågeln lever huvudsakligen av bin, men även andra insekter. Den ses ofta födosöka i par eller små grupper. Den stannar i häckningsområdet året runt.

## Status och hot
Arten har ett stort utbredningsområde och en stor population med stabil utveckling och tros inte vara utsatt för något substantiellt hot. Utifrån dessa kriterier kategoriserar internationella naturvårdsunionen IUCN arten som livskraftig (LC).

## Namn
Fågelns vetenskapliga artnamn hedrar William Bullock (1775?-1849), engelsk naturforskare och entreprenör.